# Eghnik
Eghnik ou Yeghnik (en arménien Եղնիկ ; jusqu'en 1946 Dadalu) est une communauté rurale du marz d'Aragatsotn, en Arménie. Elle compte 535 habitants en 2009.